# Cochinchinula
Cochinchinula (лат.) — род златок из подсемейства Polycestinae (триба Acmaeoderini).
Юго-Восточная Азия.

## Описание
Небольшие (обычно 4—6 мм), продолговатые, коричневато-черные жуки, верхняя сторона которых частично покрыта светлыми чешуйками. Верхняя сторона мелко пунктирована и волосистая, надкрылья с тонкими рядами точек. Переднеспинка округлая. Антенны короткие и зубчатые. Надкрылья с широкими субплечевыми долями, полностью скрывающими метэпистерну. Скутеллум отсутствует. Зазубренность бокового края надкрылий почти достигает их основания. Задний край II стернита брюшка с небольшим пучком прозрачных или желтоватых волосков, резко выделяющихся на чешуйчатом фоне, иногда также с бугорком. Задние тазики с отчетливым латеральным выступом и широким зубцом, видимым на дорсальном виде; лапки с крупным зубцом на внутреннем крае. Встречаются в Юго-Восточной Азии (Вьетнам, Таиланд).

## Систематика
В составе рода следующие 3 вида:
- вид: Cochinchinula bilyi Volkovitsh, 2008
- вид: Cochinchinula quadriareolata (Obenberger, 1924)typus (=Acmaeodera quadriareolata Obenberger, 1924)
- вид: Cochinchinula thailandica Volkovitsh, 2008